# Floorball-Regionalliga 2019/20
Dieser Artikel behandelt die Saison 2019/20 der Staffeln der Floorball-Regionalliga der Herren.
Die Verbände brachen am 13. März 2020 aufgrund der Corona-Pandemie die Spielzeiten ab. Es gab keine Absteiger und alle Teams mit Aufstiegsinteresse (mit einem  # gekennzeichnet) durften in die neue dreistaffelige 2. Bundesliga aufsteigen.

## Region Nord

### Regionalliga Nord
| Pl. | Verein                                          | Sp. | S | U | N | SDS | SDN | Tore    | Diff. | Pkt. |
| --- | ----------------------------------------------- | --- | - | - | - | --- | --- | ------- | ----- | ---- |
| 1.  | SG TSV Bordesholm/Preetzer TSV/Gettorfer TV (A) | 9   | 9 | 0 | 0 | 0   | 0   | 126:510 | +75   | 27   |
| 2.  | ETV Piranhhas Hamburg II                        | 9   | 5 | 1 | 2 | 0   | 0   | 57:47   | +10   | 18   |
| 3.  | TSC Wellingsbüttel (M)                          | 9   | 3 | 1 | 5 | 0   | 0   | 76:92   | −16   | 10   |
| 4.  | TSV Schwarzenbek (N)                            | 9   | 2 | 0 | 5 | 1   | 1   | 70:94   | −24   | 09   |
| 5.  | BW96 Schenefeld II                              | 9   | 2 | 0 | 6 | 1   | 0   | 52:69   | −17   | 08   |
| 6.  | Baltic Storms II (N)                            | 9   | 2 | 0 | 5 | 0   | 2   | 43:71   | −28   | 08   |

| Legende                     |
| --------------------------- |
| Abstieg in die Verbandsliga |
| (A) Absteiger               |
| (M) Staffelsieger           |
| (N) Aufsteiger              |

### Regionalliga Nordwest
| Pl. | Verein                    | Sp. | S  | U | N  | SDS | SDN | Tore    | Diff. | Pkt. |
| --- | ------------------------- | --- | -- | - | -- | --- | --- | ------- | ----- | ---- |
| 1.  | Lilienthaler Wölfe (A) #  | 14  | 14 | 0 | 0  | 0   | 0   | 190:370 | +152  | 42   |
| 2.  | Hannover 96 (A)           | 14  | 11 | 0 | 2  | 0   | 1   | 185:610 | +124  | 34   |
| 3.  | TV Eiche Horn Bremen II   | 14  | 9  | 0 | 4  | 1   | 0   | 141:49  | 0+92  | 29   |
| 4.  | MTV Mittelnkirchen        | 14  | 8  | 0 | 6  | 0   | 0   | 130:140 | 0–10  | 24   |
| 5.  | Hannover Mustangs II (NE) | 14  | 7  | 0 | 7  | 0   | 0   | 131:175 | 0–44  | 21   |
| 6.  | ATS Buntentor Knights     | 14  | 4  | 0 | 10 | 0   | 0   | 051:124 | 0–73  | 12   |
| 7.  | TV Dinklage (NE)          | 14  | 1  | 0 | 13 | 0   | 0   | 049:122 | 0–73  | 03   |
| 8.  | Hannover 96 II            | 14  | 1  | 0 | 13 | 0   | 0   | 029:197 | −168  | 03   |

| Legende            |
| ------------------ |
| Aufsteiger         |
| (A) Absteiger      |
| (M) Staffelsieger  |
| (N) Aufsteiger     |
| (NE) Neueinsteiger |

## Region West
Die Regionalliga West ist in zwei Staffeln aufgeteilt. Hauptgrund sind die so verkürzten Anfahrtswege. Die Staffelsieger ermitteln in zwei Spielen den Westmeister aus.

### Regionalliga West (NRW)
| Pl. | Verein                       | Sp. | S | U | N | SDS | SDN | Tore  | Diff. | Pkt. |
| --- | ---------------------------- | --- | - | - | - | --- | --- | ----- | ----- | ---- |
| 1.  | SSF Dragons Bonn II (M)      | 10  | 7 | 0 | 1 | 2   | 0   | 61:24 | +37   | 25   |
| 2.  | ASV Köln                     | 10  | 7 | 0 | 1 | 1   | 1   | 36:24 | +12   | 24   |
| 3.  | DJK Holzbüttgen II           | 10  | 4 | 1 | 4 | 0   | 1   | 41:44 | 0–3   | 14   |
| 4.  | SG Hochdahl-Aachen 1         | 10  | 3 | 1 | 5 | 0   | 1   | 40:44 | 0–4   | 11   |
| 5.  | Black Panthers Altenbochum 1 | 10  | 3 | 0 | 7 | 0   | 0   | 33:64 | −31   | 09   |
| 6.  | Dümptener Füchse II (N)      | 10  | 1 | 2 | 7 | 0   | 0   | 53:64 | −11   | 05   |

| Legende                               |
| ------------------------------------- |
| Teilnahme am Westmeisterschaft-Finale |
| Abstieg in die Verbandsliga           |
| (A) Absteiger                         |
| (M) Westmeister                       |
| (N) Aufsteiger                        |

### Regionalliga West (Hessen)
| Pl. | Verein               | Sp. | S | U | N  | SDS | SDN | Tore    | Diff. | Pkt. |
| --- | -------------------- | --- | - | - | -- | --- | --- | ------- | ----- | ---- |
| 1.  | TSG Erlensee (S)     | 10  | 9 | 0 | 0  | 1   | 0   | 113:350 | +78   | 29   |
| 2.  | Floorball Mainz      | 10  | 7 | 0 | 2  | 0   | 1   | 90:63   | +27   | 22   |
| 3.  | TSV 1899 Griedel     | 10  | 6 | 0 | 2  | 1   | 1   | 83:31   | +52   | 21   |
| 4.  | Frankfurt Falcons    | 10  | 4 | 0 | 6  | 0   | 0   | 64:79   | −15   | 12   |
| 5.  | Marburger Elche (NE) | 10  | 2 | 0 | 8  | 0   | 0   | 056:124 | −65   | 06   |
| 6.  | MTV 1846 Gießen      | 10  | 0 | 0 | 10 | 0   | 0   | 045:122 | −77   | 0    |

| Legende                           |
| --------------------------------- |
| Teilnahme zu den Hessen Play-offs |
| (S) Staffelsieger                 |
| (NE) Wiedereinsteiger             |

#### Play-offs
Halbfinale

Die Spiele fanden an einem Wochenende statt. Am Samstag, den 22.2. in Butzbach und tagsdarauf in Erlensee.
|                   | Gesamt      |                   | Spiel 1 | Spiel 2   |
| ----------------- | ----------- | ----------------- | ------- | --------- |
| TSG Erlensee 1874 | 14:13 n. V. | Frankfurt Falcons | 5:7     | 9:6 n. V. |
| Floorball Mainz   | 7:20        | TSV 1899 Griedel  | 2:10    | 5:10      |

Spiele um Platz 3

Hat nicht mehr stattgefunden.
Finale

Hat nicht mehr stattgefunden.

### Westmeisterschaft
Hat nicht mehr stattgefunden.

## Region Süd
Die Regionalliga Süd ist in zwei Staffeln aufgeteilt. Die jeweiligen beiden besten aus Baden-Württemberg und Bayern ermitteln in Play-offs den Südmeister aus.

### Regionalliga Süd, Staffel BW
| Pl. | Verein                      | Sp. | S | U | N | SDS | SDN | Tore  | Diff. | Pkt. |
| --- | --------------------------- | --- | - | - | - | --- | --- | ----- | ----- | ---- |
| 1.  | DJK Giants Karlsruhe-Ost    | 8   | 6 | 0 | 1 | 1   | 0   | 55:34 | +21   | 20   |
| 2.  | SV 03 Tübingen Sharks (M)   | 8   | 5 | 0 | 2 | 0   | 1   | 43:30 | +13   | 16   |
| 3.  | TSV Calw Lions              | 8   | 2 | 0 | 5 | 0   | 1   | 40:64 | −24   | 07   |
| 4.  | PTSV United Lakers Konstanz | 8   | 1 | 0 | 6 | 1   | 0   | 39:49 | −10   | 05   |

| Legende                                  |
| ---------------------------------------- |
| Teilnahme zur Süddeutschen Meisterschaft |
| (M) Süddeutscher Meister                 |
| (A) Absteiger                            |

### Regionalliga Süd, Staffel Bayern
| Pl. | Verein                                            | Sp. | S  | U | N  | SDS | SDN | Tore    | Diff. | Pkt. |
| --- | ------------------------------------------------- | --- | -- | - | -- | --- | --- | ------- | ----- | ---- |
| 1.  | Lumberjacks Rohrdorf (S)                          | 12  | 10 | 0 | 1  | 0   | 0   | 101:530 | 0+48  | 31   |
| 2.  | FC Stern München #                                | 11  | 10 | 0 | 1  | 0   | 0   | 111:350 | 0+76  | 30   |
| 3.  | TV Augsburg                                       | 11  | 6  | 0 | 4  | 0   | 1   | 70:50   | 0+20  | 19   |
| 4.  | VfL Red Hocks Kaufering II                        | 11  | 4  | 0 | 6  | 1   | 0   | 82:74   | 0+8   | 14   |
| 5.  | Nut's 04 Nürnberg                                 | 11  | 4  | 0 | 6  | 1   | 0   | 61:57   | 0+4   | 14   |
| 6.  | Donau-Floorball Ingolstadt/Nordheim II / Haunwöhr | 11  | 3  | 0 | 8  | 0   | 0   | 50:70   | 0–20  | 09   |
| 7.  | FC Stern München II                               | 11  | 0  | 0 | 11 | 0   | 0   | 016:152 | −136  | 0    |

| Legende                                  |
| ---------------------------------------- |
| Teilnahme zur Süddeutschen Meisterschaft |
| (M) Süddeutscher Meister                 |
| (S) Staffelsieger                        |
| (A) Absteiger                            |

### Süddeutsche Meisterschaft
Hat nicht stattgefunden.

## Region Ost
Die Regionalliga Ost ist in zwei Staffeln aufgeteilt. Die jeweiligen besten vier ermitteln in Play-offs den Ostmeister aus.

### Regionalliga Berlin-Brandenburg
| Pl. | Verein                                     | Sp. | S  | U | N  | SDS | SDN | Tore    | Diff. | Pkt. |
| --- | ------------------------------------------ | --- | -- | - | -- | --- | --- | ------- | ----- | ---- |
| 1.  | Laikas Berlin 1 (M)                        | 14  | 12 | 0 | 0  | 2   | 0   | 168:360 | +132  | 40   |
| 2.  | FBC Potsdam (NE) #                         | 14  | 12 | 0 | 1  | 0   | 1   | 170:380 | 0+67  | 37   |
| 3.  | SG UHC Berlin/VfL Tegel                    | 14  | 8  | 0 | 5  | 0   | 1   | 89:92   | 0–3   | 25   |
| 4.  | SG Mellensee/Rangsdorf (NE)                | 14  | 6  | 0 | 7  | 1   | 0   | 88:96   | 0–8   | 20   |
| 5.  | Young Rockets 1                            | 14  | 6  | 0 | 8  | 0   | 0   | 66:93   | 0–27  | 18   |
| 6.  | SG SCS Berlin/Eisbären Juniors Berlin (NE) | 14  | 5  | 0 | 7  | 1   | 1   | 59:95   | 0–36  | 18   |
| 7.  | SSV Rapid                                  | 14  | 2  | 0 | 12 | 0   | 0   | 042:152 | −110  | 06   |
| 8.  | SG Potsdam                                 | 14  | 1  | 0 | 12 | 0   | 1   | 045:125 | 0–80  | 04   |

| Legende                    |
| -------------------------- |
| Teilnahme zu den Play-offs |
| (M) Staffelsieger          |
| (S) Sieger der Hauptrunde  |
| (A) Absteiger              |
| (NE) Neueinsteiger         |

### Regionalliga Ost
| Pl. | Verein                           | Sp. | S  | U | N | SDS | SDN | Tore    | Diff. | Pkt. |
| --- | -------------------------------- | --- | -- | - | - | --- | --- | ------- | ----- | ---- |
| 1.  | TSG Füchse #                     | 14  | 14 | 0 | 0 | 0   | 0   | 170:380 | +132  | 42   |
| 2.  | USV TU Dresden #                 | 14  | 8  | 0 | 5 | 1   | 0   | 90:75   | 0+15  | 26   |
| 3.  | Floor Fighters Chemnitz II       | 14  | 8  | 0 | 6 | 0   | 0   | 94:77   | 0+17  | 24   |
| 4.  | MFBC Schkeuditz/Leipzig          | 14  | 6  | 0 | 8 | 0   | 0   | 088:109 | 0–21  | 18   |
| 5.  | Floorball Tigers Magdeburg (N)   | 14  | 5  | 0 | 8 | 1   | 0   | 072:122 | 0–50  | 17   |
| 6.  | Red Devils Wernigerode U23 (M) 1 | 14  | 5  | 0 | 9 | 0   | 0   | 101:118 | 0–17  | 15   |
| 7.  | Unihockey Igels Dresden II (N)   | 14  | 4  | 0 | 9 | 0   | 1   | 082:116 | 0–34  | 13   |
| 8.  | UHC Döbeln 06 (A)                | 14  | 4  | 0 | 9 | 0   | 1   | 067:109 | 0–42  | 13   |

| Legende                             |
| ----------------------------------- |
| Teilnahme zu den Play-offs          |
| Teilnahme an der Abstiegsrelegation |
| Abstieg in die Verbandsligen        |
| (M) Staffelsieger                   |
| (S) Sieger der Hauptrunde           |
| (A) Absteiger                       |

#### Abstiegsrelegation
Hat nicht stattgefunden.

### Play-offs
Viertelfinale
| 7. März 2020 11:30 Uhr |  | Laikas Berlin | 4:3 n. V. (0:0, 2:2, 1:1, 1:0) Spielbericht | MFBC Schkeuditz/Leipzig | Sportzentrum Schöneberg, Berlin Zuschauer: 30 |

| 7. März 2020 11:00 Uhr |  | FBC Potsdam | 3:11 (1:3, 1:2, 1:6) Spielbericht | Floor Fighters Chemnitz II | Mehrzweckhalle Mellensee, Am Mellensee Zuschauer: 18 |

| 8. März 2020 15:30 Uhr |  | TSG Füchse | 13:2 (4:1, 4:1, 5:0) Spielbericht | SG Mellensee/Rangsdorf | Ernst-Bremmel-Halle, Harzgerode Zuschauer: 99 |

| 8. März 2020 17:00 Uhr |  | USV TU Dresden | 10:2 (1:0, 4:2, 5:0) Spielbericht | SG UHC Berlin/VfL Tegel | EnergieVerbund Arena, Dresden Zuschauer: 15 |

Halbfinale

Hat nicht stattgefunden.
Finale

Hat nicht stattgefunden.

## Aufstiegsrelegation

### Nord/West
Hat nicht stattgefunden.

### Süd/Ost
Hat nicht stattgefunden.